# Чигляев, Валерий Иванович
Вале́рий Ива́нович Чигля́ев (укр. Валерій Іванович Чигляєв; род. 14 июля 1957, Ирпень, Киевская область, Украинская ССР, СССР) — советский и украинский актёр театра, кино, озвучиванию и дубляжа, юморист, продюсер, режиссёр, шоумен; народный артист Украины (2019).

## Биография
С детства участвовал в дворовых концертах, позже ездил в Киев в Центральный дворец пионеров, где играл в Большом симфоническом оркестре баянистов и в театральной студии.
Работал мебельщиком-реквизитором в Оперном театре, Театре русской драмы и в Театре украинской драмы.
Окончил Киевский государственный институт театрального искусства, мастерская Л. А. Олейника (1980).
Студентом играл в спектакле Виталия Малахова «Сказка про Монику» (Театр Русской драмы) и работал сторожем-актёром в только что открытом Театре эстрады под управлением Малахова.
Будучи участником труппы «Гротеск», участвовал в создании мультфильма «Остров сокровищ». Его роль «главного пирата» — одна из наиболее узнаваемых в карьере.
С 1998 года — вице-президент клуба любителей анекдотов «Золотой гусь».
Автор, режиссёр и оператор сюжетов в программе «News from Ukraine», цикла передач о международных фестивалях «Театр на ладонях».

Народный артист Украины Валерий Чигляев в 2017 году

Соавтор и ведущий программы «Школа юного агента» Программа-победитель в номинации «Лучшая программа для детей». «Телетриумф-2012»).
Ведущий программ «Кто в доме хозяин?», «Не верь худому повару» и многих других.
Актёр Киевского Нового драматического театра на Печерске, а также менеджер различных театральных проектов.
Лауреат 26-ти международных театральных фестивалей.
Занимается благотворительной деятельностью вместе с кинорежиссёром Зариной Арчаковой.

## Фильмография
- 1985 — Дымка (ТВ) — Джо
- 1988 — Остров сокровищ — главный пират / Флинт (в игровых сценах)
- 1990 — Яма — присяжный заседатель
- 1991 — Женщина для всех — Егор Кузьмич
- 1992 — Безумные макароны, или Ошибка профессора Бугенсберга (не был завершён) — лучший детектив мира
- 1993 — Грешница в маске
- 1994 — Несколько любовных историй — Джаньалло
- 1995—1996 — Остров любви / Острів любові (Украина)
- 1997 — Роксолана. Настуня — Ахмед
- 1998 — Роксолана. Любимая жена Халифа — Ахмед
- 2001 — След оборотня — эпизод

Валерий Чигляев «Спектакль после спектакля»

- Валерий Чигляев «Спектакль после спектакля»2003 — Роксолана 3 Владычица империи (Украина)
- 2006 — Дедушка моей мечты-2 (Украина) — клиент психиатра
- 2007 — Иван Подушкин. Джентльмен сыска-2. 13 несчастий Геракла. Фильм 1 — эпизод
- 2008 — Тринадцать месяцев — астроном
- 2009 — Индийское кино — оргкомитетчик на кинофестивале
- 2009 — Доярка из Хацапетовки 2: Вызов судьбе — хозяин кафе
- 2016 — Одесский подкидыш — новый прокурор

## Озвучивание и дубляж[5]
- 1984—1985 — Доктор Айболит (мультфильм) — Орёл / попугай Карудо (часть реплик) / Слон (7 серия)
- 1990 — Бестолковый вомбат — вомбат / все мужские роли
- 1992 — Семь мам Семёна Синебородько — Семён Синебородько / папа
- 1993 — Новогоднее приключение Муви
- 1993 — DIG SQUAD. Фильм первый. Пещера ужасов
- 1994 — DIG SQUAD. Фильм второй. Скипетр фараона
- 1995 — Команда DIG. Фильм третий. Похищение века
- 1996 — Приключения Муви. Сафари
- 1999 — От Булгакова (Украина, короткометражный)
- 2004 — Толкование сновидений (мультфильм) — от автора
- 2004 — Как пан конём был (мультфильм) — от автора
- 2004 — Лиса-сирота (мультфильм) — Петух
- 2004 — Шейдулла-лентяй (мультфильм) — Шейдулла / мудрец
- 2004 — Царь и ткач (мультфильм) — царь
- 2008 — Про Алика и Лёлика — все персонажи
- 2011 — Тачки 2 — Франческо Бернулли (украинский дубляж студии «Le Doyen»)
- 2012 — Пираты! Банда неудачников — пиратский король (украинский дубляж студии «Le Doyen»)
- 2012 — Кто живет на дне Песочного? (мультфильм)
- 2013 — Турбо — Анжело (украинский дубляж студии «Постмодерн»)
- 2014 — «Моя країна — Україна» (анимационный проект)

## Работа в театре[6]
- 1980 г, «Сказка про Монику» С.Шальтанис, Л.Яцинявичус — Человек Хора, Национальный академический театр русской драмы им. Леси Украинки
- 1980 г, «Сон в летнюю ночь», Шекспир — Медник Рыло, отец Гермии, Киевский театр эстрады
- 1980 г, «Я, Киев …», В. Коротич — Рассказчик, рабочий, прохожий, дворник, Киевский театр эстрады
- 1980 г, «Мошенник по принуждению», М. Ларни — агент ТВ, сержант Гейбл, Священник, Негр, Гангстер, Полисмен, каскадер, Киевский театр эстрады.
- 1981 г, «Белоснежка», П.Устинов и А. Табаков — гном — четверг, Киевский театр эстрады
- 1981 г, «Звезда и смерть Пабло Неруды», И. Драч — поэт (Пабло Неруда), Киевский театр эстрады
- «Чудеса бес чудес» Е. Успенский — Клоун, Робот, Пират Плинтус, Царь Афанасий. 1981 г., Киевский театр эстрады;
- Театральное шоу «Хорошее настроение» — исполнитель сцен и пародий. 1982 г., Киевский театр эстрады;
- Театральное шоу «Комедия и только» — исполнитель комедийных сцен. 1982 г., Киевский театр эстрады;
- «Йозеф Швейк» Я. Гашек — Йозеф Швейк/1983 г., Киевский театр эстрады, 1985 г., — «Гротеск»;
- Театральное шоу «Разрешите Вам рекомендовать…» — автор и исполнитель сцен, пародий, номеров, сорежиссёр шоу. 1986 г., театр «Гротеск»;
- Театральное шоу «120 минут смеха» — автор и исполнитель сцен, скетчей, пародий. 1986 г., театр «Гротеск»;
- «Я извиняюсь…» М. Зощенко — Молодой человек, режиссёр спектакля. 1986 г., театр «Гротеск»;
- «Портрет» Я.Мрожек — Братодий. 1989 г., Киевский Камерный театр.
- «Сон в летнюю ночь» В.Шекспир — Питер Клин. 1990 г., Киевский театр на Подоле;
- «Вертеп» В.Шевчук — Царь, Клим. 1990 г.,Киевский театр на Подоле;
- «Лифт» Г.Пинтер — Бен, сорежиссёр, сценограф. 1991 г., Киевский театр на Подоле;
- 1992 «Пир во время чумы» (А. С. Пушкин) — Моцарт (Театр на Подоле)
- 1992 «Сон в летнюю ночь» (У. Шекспир) — Филострат, Пек (Театр на Подоле)
- 1995 «Медведь» (А. Чехов) — Лука (Театр на Подоле)
- 1996 «Яго» (У. Шекспир) — Отелло (Театр на Подоле)
- 2004 «Медведь» (А. Чехов) — Лука (Новый драматический театр на Печерске)
- 2006 «У каждого свои странности» (А. Чехов) — Тигров (Новый драматический театр на Печерске)
- 2007 г., «Остров нашей любви и Надежды», Г.Соловский — Митя. Новый драматический театр на Печерске
- 2009 г., «Разное» — ведущий. Новый драматический театр на Печерске
- 2012 г., «Истории из гримёрки» автор, Новый драматический театр на Печерске[7]
- 2017 г., «Спектакль после спектакля», моноспектакль. Новый драматический театр на Печерске[2]
- 2020 г., «Angel», моноспектакль. (Театр на Подоле)[4]